# رود ایرن
رود ایرن (انگلیسی: Iren) یک رودخانه در سرزمین پرم کشور روسیه است.